# Grève de Farah
La grève de Farah, ayant eu lieu entre 1972 et 1974, est une grève des employés de la Farah Manufacturing Company, une marque de vêtements située à El Paso, au Texas, ainsi qu'au Nouveau-Mexique. La grève partit de l'usine de Farah située à San Antonio, en 1972, lorsque les femmes hispano-américaines, surnommées Chicanas, dirigées par Sylvia M. Trevino, demandèrent la création d'un syndicat professionnel afin de pouvoir lutter en faveur de meilleurs conditions de travail. La grève dura deux ans, et était menée par 4 000 individus, dont la majorité était des femmes. 
Le directeur général de la marque se nommait William Farah. La main-d'œuvre de la société se composait essentiellement de femmes. En 1967, l'entreprise ouvrit son capital et employa environ 7 000 personnes. En 1972, elle se développa et employa 9 500 individus, faisant d'elle le deuxième plus gros employeur du Texas. La société s'attendait à des taux de production élevés de ses employés malgré de faibles salaires ainsi que de pauvres conditions de travail. Ceci provoqua la grève. Les ouvriers soutenant la grève furent pénalisés et risquèrent de perdre leur travail. 
L'Amalgamated Clothing Workers of America (ACWA) fut le médiateur de la grève et un mois après que la grève eut commencé, lança un boycott national des produits vendus par la Farah Manufacturing Company.
La grève s'acheva en 1974 en faveur des femmes ouvrières. Les femmes employées bénéficièrent de la grève, puisque certaines femmes furent par la suite impliquées dans des organisations politiques luttant pour les droits des femmes ainsi que la justice et la sécurité des environnements de travail,.

## Farah Manufacturing Company
La Farah Manufacturing Company, possédée par Willie Farah, fut "le plus grand fabriquant de pantalons pour hommes et garçons des États-Unis". L'entreprise détenait un total de onze usines toutes basées à San Antonio, El Paso, Victoria, ainsi qu-au Nouveau-Mexique avec une somme de 10 400 employés avant la grève. Cinq usines se trouvèrent à El Paso, faisant de la Farah Manufacturing Company le plus gros employeur de la ville. Les usines basées à El Paso furent également le plus gros employeur privé et furent presque entièrement désorganisées. L'usine d'El Paso, foyer de la grève, faisant sept dixièmes d'un kilomètre de long avec une capacité d'héberger 5 000 ouvriers. 

## Les raisons de la grève de Farah
L'Amalgamated Clothing Workers of America est le syndicat ayant représenté les grévistes. Une majorité de ces derniers furent des Chicanas, ou des femmes hispano-américaines. Bien que l'ACWA était connu pour représenter des images d'hommes comme étant le visage du mouvement, "la majorité des ouvriers de la Farah Manufacturing Company ainsi que des grévistes furent des femmes... la plupart d'entre elles était mères de famille célibataires". De nombreuses mères en grève ont dû amener leurs enfants aux piquets de grève. Au début, l'ACWA garda les femmes grévistes "limitées aux fonctions de manifestantes et d'assistantes, tandis que les hommes réalisèrent des déclarations publiques". Les Chicanas contestèrent le manque de neutralité de genre de l'ACWA et formèrent leur propre syndicat afin d'exhiber leur solidarité ainsi que leurs talents, l'Unidad Para Siempre (Unité Pour Toujours), où elles purent utiliser leurs techniques lorsqu'elles "organisèrent des conférences et engagements télévisés, facilitèrent les ressources des manifestants, et développèrent un fonds de grève dirigé depuis une église locale". Pour les Chicanas, il s'agissait d'une manière d'élever leur voix, ainsi que de demander à avoir de l'espace pour les femmes au cours de la grève.

### Sécurité de l'emploi
L'une des raisons ayant mené les Chicanas à se mettre en grève fut le manque de sécurité de l'emploi ainsi que le manque de soutien syndical de la Farah Manufacturing Company. Parmi les autres facteurs ayant contribué à faire émerger la grève, nous retrouvons le manque de bénéfices pour les ouvriers, les préjugés par rapport au genre, les faibles revenus, les augmentations basées sur le favoritisme, les risques sanitaires et sécuritaires, ainsi que les quotas inatteignables.
Alice Saenz, une gréviste de Farah tenant le piquet de grève, parla de son expérience avec la résiliation sans effort du contrat de travail de Farah lorsqu'elle débuta : "la principale raison pour laquelle nous avons besoin d'un syndicat est la sécurité de l'emploi." Un autre gréviste luttant contre le manque de sécurité de l'emploi fut Armando, et il se joignit au piquet de grève puisqu'il avait huit enfants et se sentait mal à l'aide de ne point savoir s'il allait être oui ou non mis à la porte pour des raisons mineures. Il déclara : "Selon moi, il s'agissait de la sécurité de l'emploi, j'ai vu de nombreux ouvriers se faire renvoyer sans raison valable. Chaque jour, tu dois songer au fait qu'un jour, peut-être, je serai licencié puisqu'une autre chose s'est produite." 

### Manque de bénéfices
Le manque de bénéfices est un autre élément faisant partie de la grève. Bien que la Farah Manufacturing Company fournissait à ses employés une clinique au sein de l'usine ainsi qu'un régime de retraite, l'expérience des grévistes concernant les bénéfices de Farah ne furent envisageables ainsi que discriminatoires. Selon une brochure du The San Francisco Bay Area Farah Strike Support Committee, procurant une plateforme aux grévistes souhaitant s'exprimer, "la clinique de Farah fournit des pilules contraceptives aux femmes employées, et ces dernières n'avaient pas d'autre choix que de les prendre." L'attitude de Farah revient à nous demander pourquoi devraient-ils livrer des bébés alors qu'ils peuvent livrer des pantalons dans cette usine." Si un ouvrier est souffrant, l'entreprise ne permit pas aux employés de rentrer chez eux, à la place, ils furent invités à "prendre un numéro et retourner travailler et de tendre l'oreille au cas où leur numéro serait appelé afin de consulter un médecin du travail... tu ne seras pas payé si tu consultes le médecin. Le médecin du travail te prescrit certains médicaments puis tu retournes travailler, ainsi l'entreprise ne perd aucune production." De nombreuses maladies furent mal diagnostiquées par le médecin du travail. 
En ce qui concerne le plan de retraite proposé par Farah, plusieurs employés ont vu des travailleurs être licenciés ou contraints de démissionner lorsqu'ils atteignirent l'âge de départ à la retraite. Au cours de ses 53 années d'activité, avant la grève, aucun ouvrier de l'entreprise Farah n'obtint la retraite. Selon un gréviste, "Avec une femme plus âgée, l'accélération de Farah ne la faisait pas sortir assez vite, alors il eut un superviseur la surveillant chaque jour jusqu'à ce qu'elle ne puisse plus gérer le rythme. Il fut forcée à signer un formulaire déclarant qu'elle partait d'elle-même," même si les mauvaises conditions de travail l'ont forcée à partir.
Un autre facteur fut le manque d'indemnités journalières. Si l'employée enceinte devait prendre un congé après avoir donné naissance, elle n'avait pas la garantie d'avoir un emploi à son arrivée, elle perdait toute ancienneté, et son salaire reviendrait au salaire des nouveaux embauchés. En raison de ces facteurs, "la plupart de ces femmes devaient attendre jusqu'à la dernière semaine avant de prendre un congé... de nombreuses femmes accouchèrent même au sein de l'entreprise !" Ces conditions ne furent envisageables et discriminatoires envers les femmes employées, et il s'agissait d'une motivation pour elles de se joindre à la grève.

### Traitement discriminatoires
Les préjugés liés au genre furent très courant au sein de l'entreprise Farah, et les femmes étaient particulièrement discriminées. De nombreuses femmes de la société Farah étaient soit des supportrices exclusives de leur foyer, ou bien leur famille dépendait de leur salaire afin de joindre les deux bouts. Le Congrès nord-américain sur l'Amérique latine déclara : "les femmes ayant travaillé pendant de nombreuses années étaient toujours payées au salaire minimum... l'entreprise offrit un traitement de faveur aux femmes voulant bien sortir avec leurs superviseurs anglophones, tandis que les autres furent les victimes d'un harcèlement constant. 'Les superviseurs claqueraient des doigts contre toi, claqueraient la machine et te pousseraient.'" En raison de l'environnement biaisé en matière de genre au sein du lieu de travail, les Chicanas décidèrent de se joindre à la grève et de lutter en faveur de meilleures conditions de travail.
Le revenu des ouvriers de Farah se trouvèrent en-dessous du salaire moyen national des années 1970, "la plupart des employés de Farah (opérateurs de machine à coudre, etc.) sont payés juste au-dessus de la limite du salaire minimum fédéral de 1,60 $ de l'heure comparé au 2,50 $ de la moyenne nationale." Le salaire net moyen des employés de Farah était de 69 $ par semaine (3 588 $ par an) ayant obligé des familles entières à travailler au sein de l'entreprise Farah dans l'unique but de survivre. Les salaires attribués au employés de Farah se situaient en-dessous du seuil de pauvreté national des années 1970. Selon le recensement national, le seuil de pauvreté, à l'époque de la grève, pour une famille moyenne de quatre personnes était de 3 968 $ par an, et les ouvriers de Farah rapportaient en moyenne 3 588 $ à la maison par an.

### Santé et sécurité
Les risques sanitaires et sécuritaires environnant l'usine furent un autre élément ayant déclenché la grève. "Les problèmes de santé au sein de l'usine sont nombreux. Certains ouvriers contractèrent une bronchite après avoir directement travaillé sous d'énormes climatiseurs, tandis que d'autres souffrirent d'un manque de ventilation." La pression de production joua un facteur dans le nombre de maladies dans l'usine, "plusieurs femmes devinrent souffrantes, puisqu'elles furent réticentes à l'idée d'aller aux toilettes ou de boire de l'eau".

### Standards irréalistes
Inatteignables, les quotas difficiles à rencontrer furent la norme de Farah. Une gréviste hispano-américaine, Munoz, partagea ses expériences concernant le système de quotas, "Elle a dû demander une augmentation après avoir été au même niveau de salaire pendant trois ans. On lui a dit qu’à moins qu’elle ne parvienne à augmenter son quota de production quotidien et à le maintenir à ce niveau, elle ne pouvait pas avoir d'augmentation. Elle commença à travailler à Farah pour 1,30 $ de l'heure avec un quota de 18 paquets par jour - une douzaine de pantalons dans un paquet. Les superviseurs de Farah fixaient des quotas inatteignables pour ses employés, et s’ils n’étaient pas atteints, ils menaçaient leur emploi ou rejetaient des augmentations de salaire.

## La grève
La grève de Farah fut un conflit majeur dans le secteur de l'habillement ayant été menée par une majorité de Chicanas. La grève dura vingt-deux mois et eut lieu entre 1972 et 1974, principalement dans la ville d'El Paso. 
En mai 1972, quatre mille ouvriers du textile quittèrent l'usine de Farah Manufacturing Company, dont 85% des grévistes étant des Chicanas ou des Mexicaines. Ils abandonnèrent l'usine de Farah en raison de leurs revendications d'être représentés par le Syndicat des travailleurs du vêtement et du textile (ACWA) et d'avoir un certain contrôle sur leurs conditions de travail quotidiennes. Alors que les grévistes manifestaient devant l'usine, les superviseurs de Farah furent présents au rassemblement afin de photographier l'événement ainsi que nommer les ouvriers qu'ils parvenaient à identifier, et le jour suivant, les employés furent mis à la porte en raison de leur implication au sein de la grève. Willie Farah, "paya de faibles salaires, fit pression sur les ouvriers afin qu'ils travaillent de plus en plus vite, ignora constamment les conditions sanitaires et sécuritaires, et renvoya rapidement tous ceux qui se plaignaient". Cela exerça une pression immense sur les ouvriers de l'usine, puisqu'ils craignaient chaque jour d'être licencié sans raison apparente ni médiation."
Selon le syndicat, l'ACWA, s'il devait représenter les employés et forcer le magnat des propriétaires de l'entreprise, Willie Farah, dans les contrats syndicaux, il serait en mesure de s'attaquer à bien plus d'entreprises. Le président du syndicat, Anthony Sanchez, assura aux journalistes que, "s'il peut faire craquer Farah, il peut s'organiser n'importe où dans le pays. C'est le grand. Le dur. Et c'est ce qu'ils recherchent." Ainsi, Sanchez et l'ACWA étaient prêts à utiliser les ressources de leur syndicat afin de venir en aide aux manifestants de Farah. 
Selon un article paru dans le Corpus Christi Caller-Times, le journaliste expliqua la façon dont les Chicanas avaient non seulement le soutien de l'ACWA, mais entachaient le soutien national, y compris le sénateur Edward Kennedy, l'United Farm Workers, le gouverneur de New York John O. Rockefeller, le maire de Los Angeles Tom Bradley, ainsi que d'autres nombreuses figures nationales. L'Organisation nationale pour les femmes, un organisme ayant été critiqué en raison de son manque d'inclusion du féminisme intersectionnel, soutint également les grévistes de Farah. Le journal El Chicano interrogea la coordinatrice de l'Organisation, Arlie Scott, et lui demanda pourquoi l'organisme soutint ce puissant mouvement, et celle-ci répliqua : "puisqu'il représente cette action positive et un courage personnel sont nécessaires dans la lutte pour améliorer la situation économique des femmes ainsi que des minorités." Scott déclara aussi que la grève de Farah est une "lutte pour toutes les femmes", afin de faire sortir les femmes de l'ombre, de la pauvreté, ainsi que de l'oppression. 
Une fois la grève terminée, l'ACWA fonda The Farah Distress Fund, permettant à la communauté de contribuer directement aux 4 000 grévistes ainsi que leurs familles. Les grévistes commencèrent à obtenir le soutien d'autres syndicats, les ensembles La Raza, les étudiants, le clergé, ainsi que des individus des quatre coins du pays. 
Un boycott national des pantalons Farah a été lancé, ce qui était essentiel pour leur cause, car cela finirait par faire pression sur Willie Farah pour qu'il adopte le syndicat de l'ACWA et améliore les conditions de travail de tous ses employés.

### Réaction de Willie Farah face à la grève
Deux semaines après que la grève de Farah éclata, Willie Farah obtint une injonction du tribunal qui déclara : "les manifestants devaient être à deux mètres". Cette injonction était basée sur la loi texane de 1880. Les grévistes furent arrêtés pour avoir protesté contre l'entreprise de Farah, et furent condamnés à une amende de 4 $, ce qui était une somme d'argent substantielle à payer sans recevoir de salaire. Entre 800 et 1 000 des grévistes, la plupart étant des femmes, furent arrêtés, certains lors de raids nocturnes à leur domicile. La loi texane de 1880 n'a pas été retenue devant les tribunaux et a ensuite été jugée inconstitutionnelle en raison de la protection des rassemblements pacifiques prévue par le premier amendement des États-Unis.
Willie Farah fit partie du conseil d'administration de la Première Banque Nationale d'El Paso et utilisa son pouvoir afin d' "interrompre tout emprunt aux grévistes", qui fut une autre stratégie dans le but d'arrêter les protestants.
Forteresse Farah était le nom donné à un autre projet Farah afin de mettre fin à la grève, "Les usines furent entourées de barbelés ainsi que de caméras télescopiques." Des gardiens d'usines se munirent de pistolets ou de fusils, et démuselèrent des chiens de guerre.

### Réaction des habitants d'El Paso
La réaction des habitants d'El Paso fut en faveur de Willie Farah. Les journaux d'El Paso fournirent à Farah une plateforme positive et ont complètement réduit au silence les voix des grévistes. El Chicano se focalisa sur la réaction de Willie Farah, ce dernier qualifiant les femmes de "saleté" ou encore d' "insensées". Dans ce même article, la coordinatrice de l'Organisation nationale pour les femmes répondit en déclarant : "lorsque le mot « insensé » est utilisé par une classe, celle-ci l'utilise lorsqu'elle veut en subjuguer une autre." 
Dans l'ouvrage de Vicki Ruiz, From Out of the Shadows: Mexican American Women in Twentieth-Century America, elle rédigea que l'un des grévistes de Farah avait déclaré : "Nous pensions que lorsque nous nous mettions en grève que notre seul ennemi était Farah... mais nous avons découvert que nos ennemis étaient également la presse, la police, les hommes d'affaires... " Les grévistes étaient non seulement confrontés aux répercussions de l'entreprise Farah Manufacturing Company, Willie Farah, ainsi que les superviseurs de Farah, mais ils étaient également confrontés à la réaction violente des membres de leur communauté locale d'El Paso. Il n'en était point question avant que la grève de Farah n'éclate, obtenant le soutien national, ainsi que la reconnaissance que les indigènes d'El Paso ont commencé à se ranger du côté des grévistes.

## Conséquences
La grève se termina en janvier 1974 en faveur des grévistes. Willie Farah adopta un contrat syndical comprenant : la sécurité de l'emploi, des quotas arbitrables, un système de doléances, un régime de santé payé par l'entreprise, la reconnaissance du syndicat ACWA, ainsi que la réembauche des grévistes. Avec la presse négative entourant Farah Manufacturing Company et la période de stagnation économique aux États-Unis, l'entreprise de Farah a commencé à décliner. En conséquence du boycott national des pantalons de la marque Farah, leurs ventes déclinèrent de 150 millions de dollars en 1972 à 126 millions de dollars en 1974 ; les détaillants commencèrent à retirer les pantalons Farah de leurs étagères pour soutenir la cause et montrer leur désapprobation des méthodes commerciales de Farah.
La Texas State Historical Association déclara : "une récession nationale ainsi que des erreurs de production et de marketing de l'entreprise ont laissé Farah dans une grave situation financière. Des licenciements, des fermetures d'usines, ainsi qu'une forte rotation de la main-d'œuvre s'en est suivie, ce qui a entravé la croissance d'un syndicat fort." 
Le Texas Monthly décrivit la Grève de Farah comme étant la "grève du siècle". Le journaliste écrivit : "Au moment où la grève se termina, en mars 1974, les deux côtés souffrirent ; le syndicat avait dépensé 8 millions de dollars (~ 38,5 millions de dollars en 2023), et l'image de la société était irrémédiablement anéantie." 
La valeur boursière de la Farah Manufacturing en 1972 était de 39,50 $ et en 1974, elle chuta à 8,00 $. Cela était principalement dû à l’attention négative des médias causée par la Grève de Farah. 
Aujourd'hui, la Farah Manufacturing prit plusieurs noms différents, y compris Cliff Mark, Beau Mark, Golden Scroll, Passport, Club 20, Par Excellent, Su Par Jeans, Daire, Kinrod, Classic Twenties, ainsi que K-Mart.